# Anyasági csomag

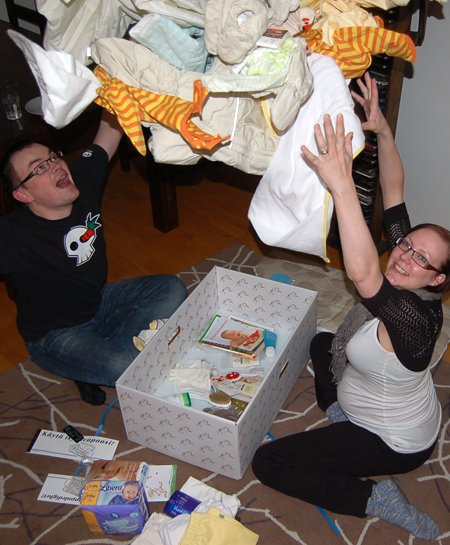
Egy finn pár kinyitja az anyasági csomagot

Az anyasági csomag ( finn nyelven äitiyspakkaus) a finn társadalombiztosítás intézménye, a Kela által a jövendő szülőknek juttatott csomag. A csomag pelenkát, ágyneműt, ruhát és gyermekápolási termékeket tartalmaz; maga a csomagolódoboz ágyként használható. A csomag összetétele évente változik.
A csomag helyett lehet 140 euró készpénzt igényelni de ezt a lehetőséget a finneknek csak mintegy 5%-a veszi igénybe. Ikrek esetén mindegyik gyermek után jár a csomag.
A 2017-es csomag tartalma: vastag és vékony kezeslábas, rugdalózók háromféle méretben, kapucnis rugdalózó, alsóruházat, sapkák, zoknik, harisnya, hálózsák, ágynemű, fürdőlepedő, mosható pelenka és babaápolási kellékek, lázmérő, vízhőmérő, tisztasági betét, óvszer, plüss kutya, mesekönyv.
A csomagot első ízben 1938-ban osztották ki, akkor még csak rászoruló családoknak. A csomag tartalma takaró, lepedők, pelenkák és olyan anyag volt, amiből a szülők gyermekruhát készíthettek. 1949 óta minden olyan anya megkaphatja a csomagot, aki a terhesség negyedik hónapja előtt jelentkezett az orvosnál vagy a szülészeti klinikán, és a terhesség legalább 154 napig tartott. Az örökbefogadó szülőknek akkor jár a csomag, ha az örökbefogadott gyermek 18 évesnél fiatalabb. 1969-ben a csomagba bekerültek az eldobható pelenkák, majd 2006-ban visszatértek a textilpelenkához. 2006-ig a csomag cumisüveget is tartalmazott, de ekkor megszüntették, hogy a szoptatást támogassák. Néhány éve a csomagban óvszer is található.
A csomag nem kerül kereskedelmi forgalomba, ezt a finn társadalombiztosítás ingyenesen juttatja. 2012-ben Viktória svéd királyi hercegnő és férje, Dániel ajándékba kaptak egy csomagot, ugyanígy 2013-ban Vilmos cambridge-i herceg és felesége, Katalin. Finn vállalkozók hasonló babakelengyét árulnak, amelynek ára azonban 400–600 euró között van; az ár azt is tartalmazza, hogy a csomag tartalmát az adott ország éghajlatához és kultúrájához igazítják.
Azáltal, hogy a csomagot csak a szűrővizsgálatokat igénybe vevők kaphatják meg, emelkedett a terhesgondozás színvonala, és az ezer születésre jutó gyermekhalandósági ráta az 1930-as évekbeli 65-ről 3,4-re csökkent, ami világszinten a legalacsonyabbak közé tartozik.
Míg a csomag értéke az 1930-as években abban rejlett hogy a szegény családok nem tudták volna megvásárolni a tartalmát, napjainkban a dolgozó anyák számára fontos szempont, hogy nem kell időt szánniuk a kelengye beszerzésére. Az äitiyspakkaus a finn kultúra részévé vált. Panu Pulma, a Helsinki Egyetem történelemprofesszora szerint a csomag az egyenlőség szimbóluma, és azt is jelképezi, hogy a gyermekek különösen fontosak a kormány és az adófizetők számára.
2016-ban Kanada hasonló kezdeményezést indított, ezt 2017-ben Skócia, az Amerikai Egyesült Államokban pedig Alabama, Ohio és New Jersey államok követték.
2021-ben a kolozsvári Pataréten tervezik az úgynevezett babacsomagok kiosztását az újszülöttek édesanyjainak.

## Fordítás
Ez a szócikk részben vagy egészben  a   Mutterschaftspaket című német Wikipédia-szócikk ezen változatának fordításán alapul.  Az eredeti cikk szerkesztőit annak laptörténete sorolja fel. Ez a jelzés csupán a megfogalmazás eredetét és a szerzői jogokat jelzi, nem szolgál a cikkben szereplő információk forrásmegjelöléseként.